# 布爾干SP獵鷹
色楞格出版社獵鷹隊（英語：Selenge Press Falcons，簡稱 SP Falcons，目前因贊助原因稱為布爾干SP獵鷹（Bulgan SP Falcons）是一支來自蒙古的職業足球俱樂部，現時參加蒙古國家超級足球聯賽。 雖然蒙古國家超級足球聯賽的所有球隊都在首都烏蘭巴托進行比賽，但布爾干市是一個位於蒙古北部的小鎮，而布爾干省和色楞格省則是蒙古北部的兩個省份。

## 歷史
2024年，SP獵鷹隊贏得2023–24年蒙古國家超級足球聯賽冠軍，因此首次獲得參加亞足聯賽事資格參加2024–25亞足聯挑戰聯賽。該隊被分入E組，與來自印尼的馬都拉聯以及柬埔寨的柴楨同組，並作為主辦方舉辦小組賽。球隊在比賽中取得1分，與柴楨足球會以0–0握手言和，但以1–2不敵馬都拉聯，最終排名小組最後一位。

## 榮譽
- 蒙古超級盃
  - 冠軍 (2次): 2024, 2025[5]